# Nelumbo nucifera
Nelumbo nucifera é uma planta aquática da gênero Nelumbo, conhecida popularmente como lótus, flor-de-lótus, loto-índico e lótus-índico. Apesar disto, esta planta não integra a família Nymphaeaceae (Nymphaeales), onde estão classificados a maioria dos lótus, fazendo parte da família Nelumbonaceae (Proteales).

## Descrição
Trata-se de uma planta nativa da Ásia, habitante de cursos de água lentos ou lagoas de água doce, vivendo a pouca profundidade. É enraizada no fundo lodoso por um rizoma vigoroso, do qual partem grandes folhas arredondadas, sustentadas acima do espelho de água por longos pecíolos. Produz belas flores rosadas ou brancas, grandes e com muitas pétalas. É conhecida pela longevidade das suas sementes, que podem germinar após 13 séculos. Serviu de inspiração para a arquitetura do Burj Khalifa, o prédio mais alto do mundo.
Este lótus é cultivado como planta ornamental em jardins aquáticos de todo o mundo.

## Uso culinário

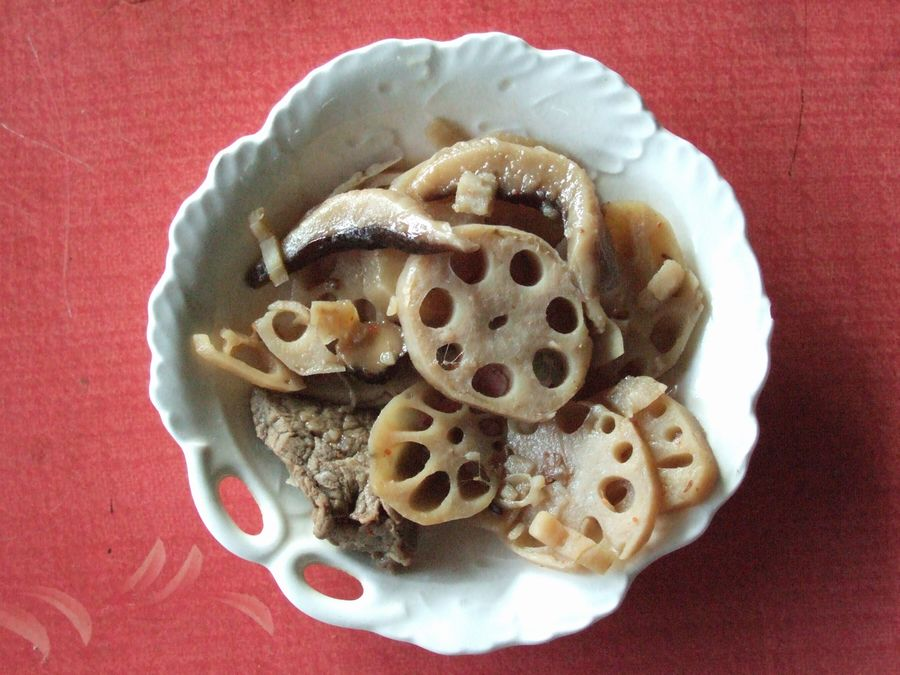
Fatias de raiz de lótus cozidas, ingrediente de diversas receitas de culinária oriental.

As flores, as sementes, as folhas novas, e as "raízes" (rizomas) desta espécie de lótus são comestíveis.
Na Ásia, suas pétalas são empregadas como enfeites, enquanto suas largas folhas são utilizadas para embrulhar comida.
O rizoma desta espécie de lótus é chamado de "ǒu" (藕) em chinês, de "bhe" em algumas regiões da Índia e Paquistão, e de "renkon" (レンコン,蓮根 ） em japonês). São ingredientes vegetais de uso comum em sopas e frituras.
Pétalas, folhas, e rizomas podem também ser comidos crus, mas com risco de transmissão de parasitas como Fasciolopsis buski. Portanto, é recomendado que sejam cozidas antes de serem consumidas.

## Simbolismo religioso

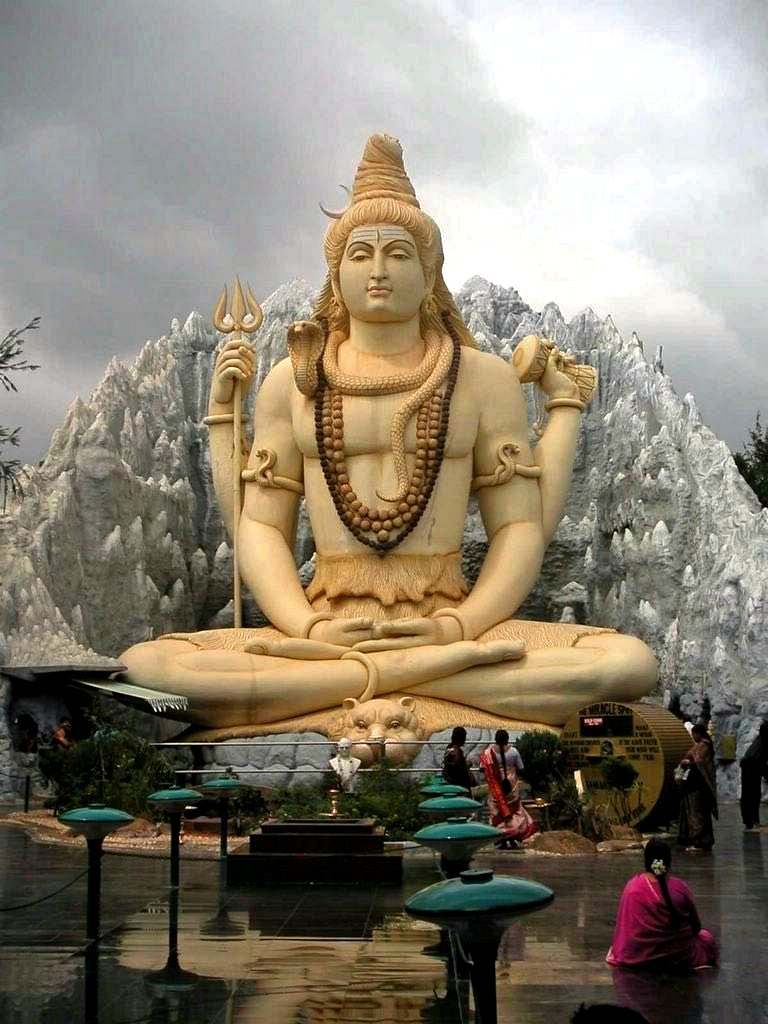
Meditação em postura de lótus

Sua simbologia é uma de suas virtudes mais apreciadas: é associada à pureza espiritual e ao renascimento. Uma das flores mais belas, nasce em meio à lama, inspirando um caminho de purificação e de transcendência em relação a tudo que é considerado impuro no mundo.
No budismo, Buda é simbolizado em estátuas sobre uma flor de lótus, remetendo justamente a essa ideia da transcendência do mundo comum (representado pela lama, pelo lodo), ou seja, a iluminação perante a confusão mental (dualidade da mente).
"Flor de lótus" também é o nome de uma postura de meditação onde o praticante se senta com as pernas cruzadas e as plantas dos pés voltadas para cima.

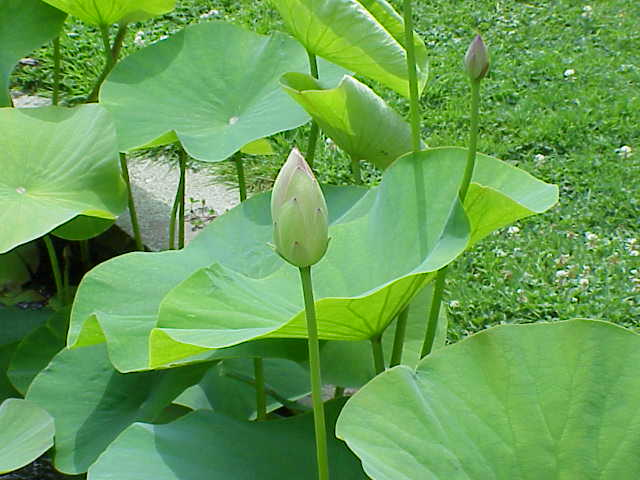
Botão em formação
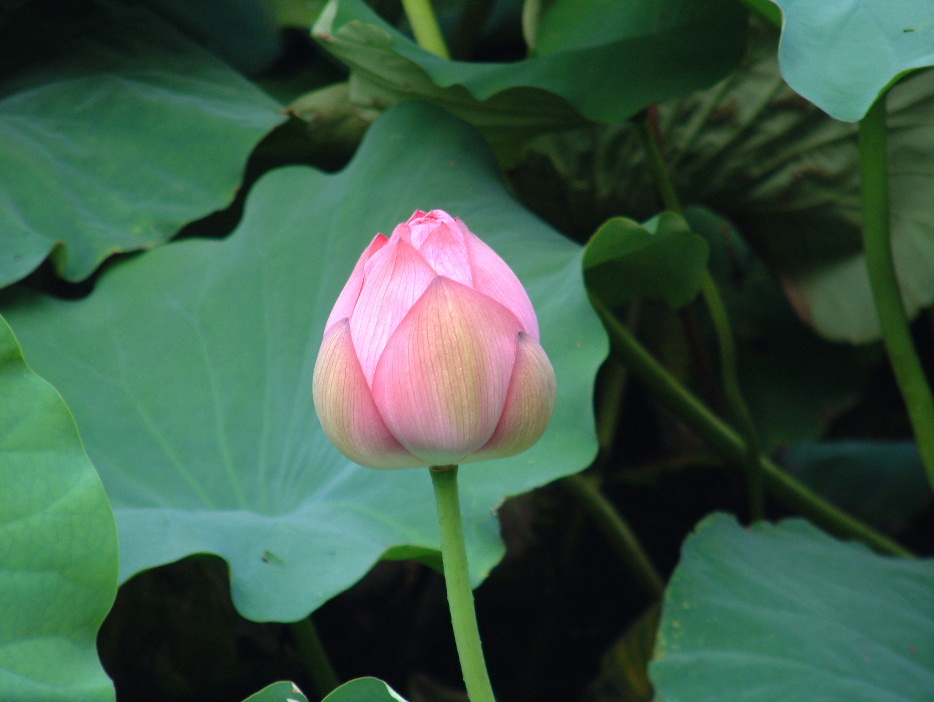
Botão florescendo
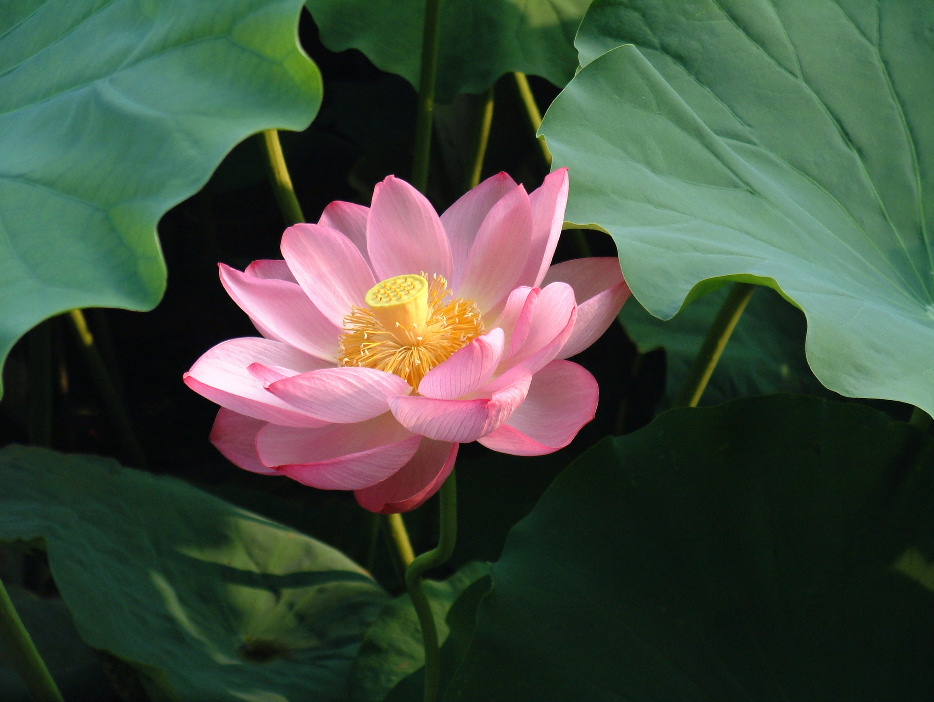
Botão se abrindo
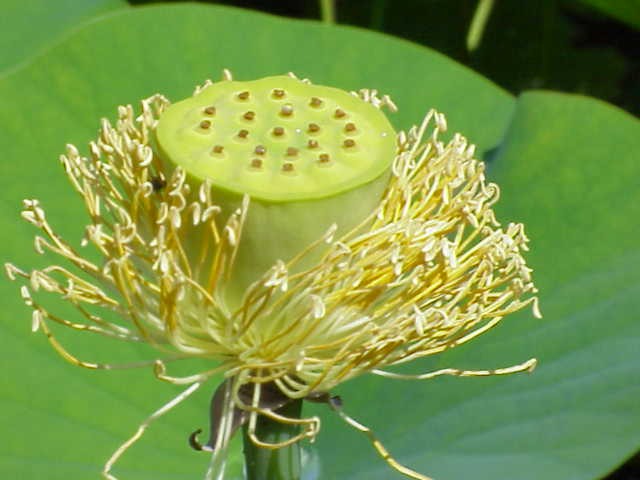
Semente sem as pétalas
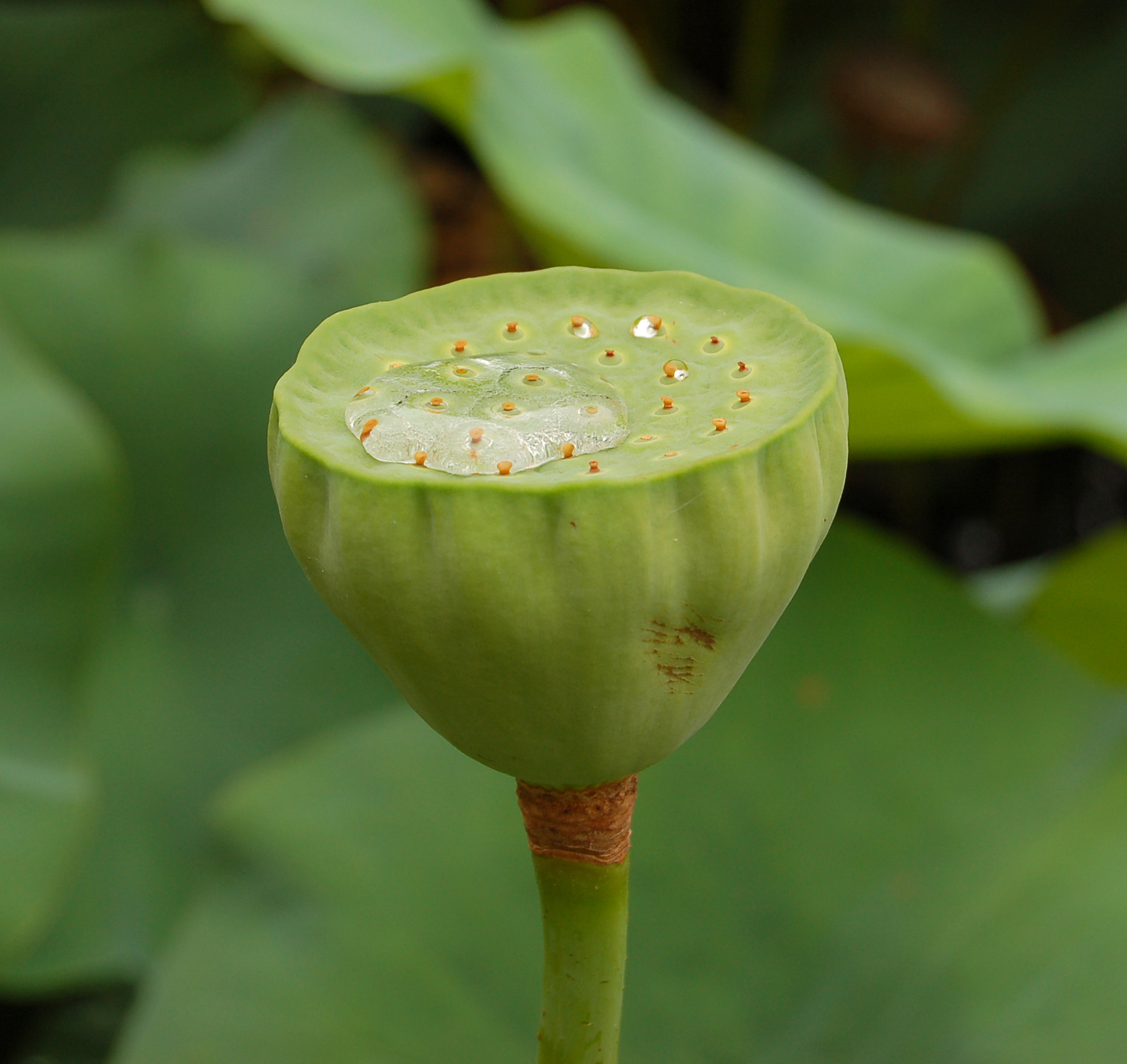
Sementes
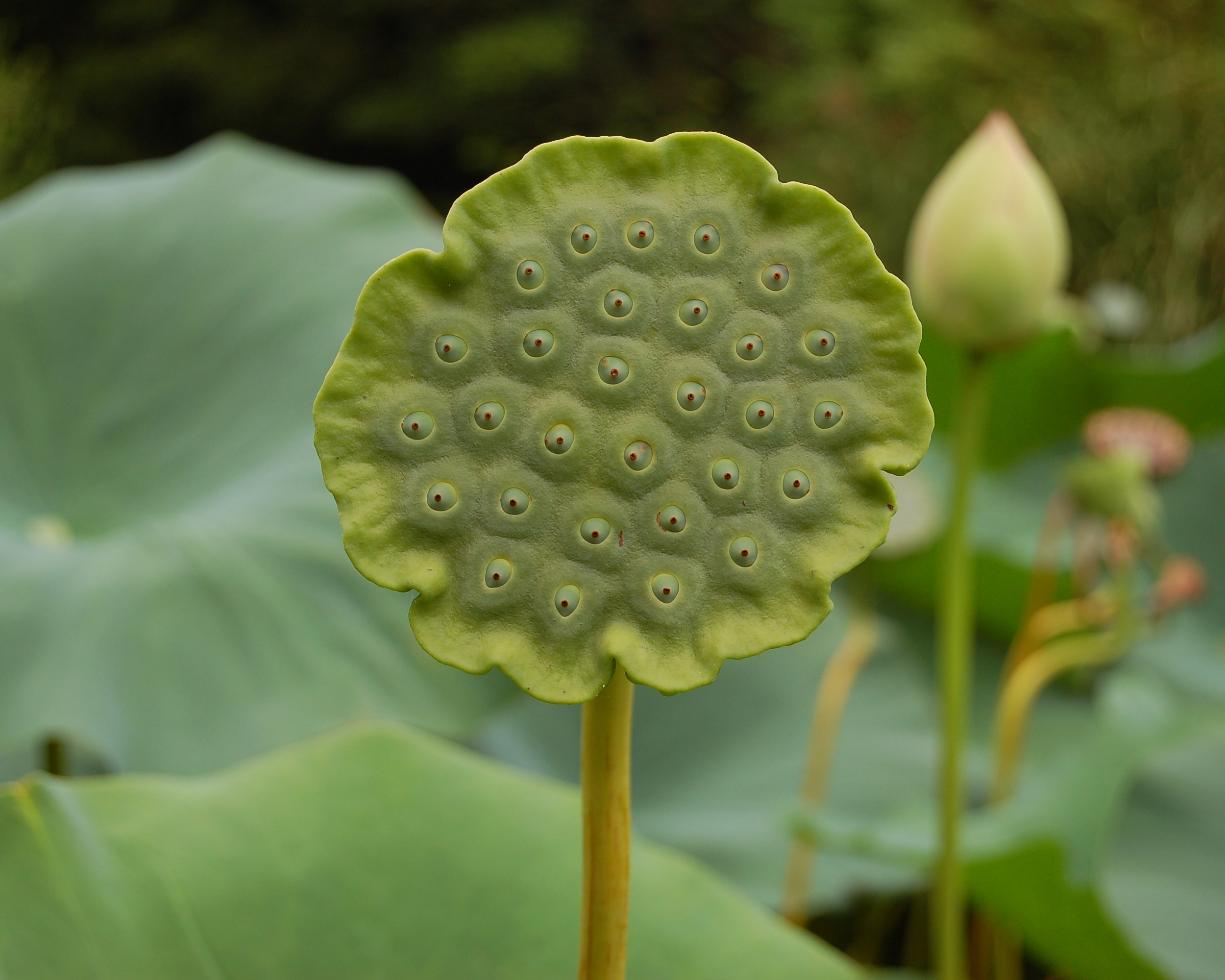
"Cabeça" com sementes mais desenvolvidas
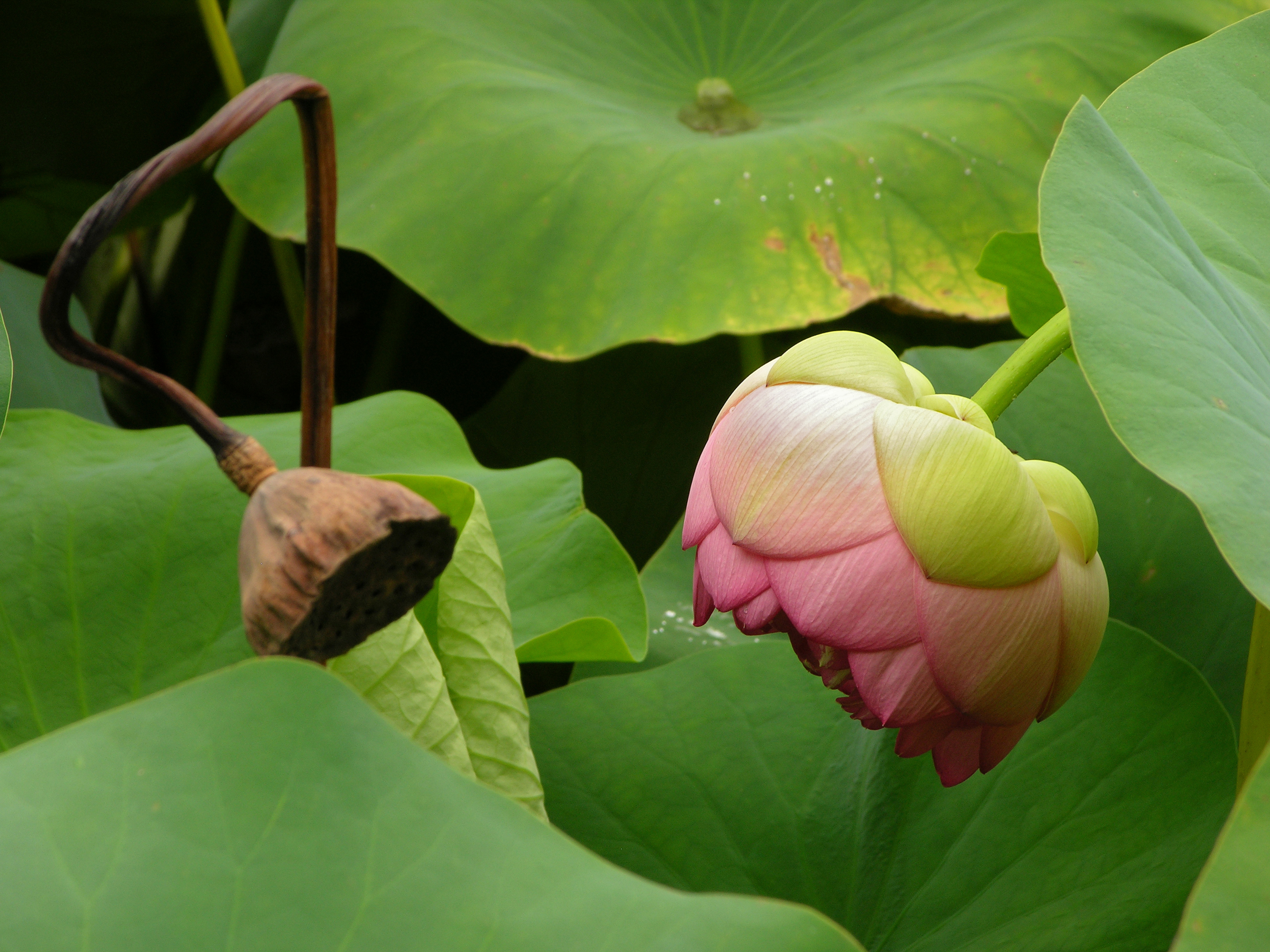
Sementes secas juntas a um botão florescendo